# Naoki Yamamoto
Naoki Yamamoto (jap. 山本尚貴) ( Utsunomiya, Tochigi, Japan, 11. srpnja 1988.) je japanski vozač automobilstičkih utrka. Godine 2018. i 2020. osvojio je naslov u Super GT prvenstvu, dok je 2013., 2018. i 2020. bio prvak Super Formule. U Formuli 1 vozio je prvi slobodni trening na Velikoj nagradi Japana 2019. na stazi Suzuka u bolidu Toro Rosso-Honda. 

## Početak utrkivanja
Yamamoto se počeo utrkivati 2004. u kartingu sa 16. godina, a u toj kategoriji ostaje do 2006. Sljedeće godine osvaja drugo mjesto u Formuli Challenge Japan, a 2009. postaje prvak Japanske Formule 3 s momčadi HFDP Racing.

## Super GT
Godine 2010. prelazi u Super GT natjecanje i sljedeće tri sezone vozi za momčad Team Kunimitsu, a momčadski kolega mu je Takuya Izawa. U tri sezone osvaja pet postolja, a najbolji konačni plasman ostvaruje 2012. kad završava na petom mjestu s 43 osvojena boda. Sljedeće 2013. prelazi u momčad Dome Racing, a iste sezona prvi put pobjeđuje i to na stazi Suzuka u petoj utrci sezone. Sezonu završava na četvrtom mjestu s 56 bodova, a 2014. ostvaruje drugu pobjedu na stazi Fuji, te također završava sezonu na četvrtom mjestu, ovog puta sa 64 osvojena boda. Nakon dvije sezone, opet se vraća u momčad Team Kunimitsu i kolegi Izawi. Osvaja treće mjesto sa 60 bodova uz jednu pobjedu te sezone, a sljedeće 2016. vozi svoju najgoru sezonu kada osvaja samo 20 bodova i 14. mjesto u ukupnom plasmanu. Sezona 2017. je nešto bolja s dva postolja i 45 bodova na kraju, a 2018. Takuyu Izawu zamjenjuje Jenson Button. Iste sezone Yamamoto i Button osvajaju naslov prvaka sa 78 bodova i jednom pobjedom na stazi Sugo.

## Formula Nippon / Super Formula
Iste godine kada je prešao u Super GT seriju, Yamamoto je počeo voziti i u Formuli Nippon. Prve sezone vozi za momčad Nakajima Racing zajedno s Takashijem Kogureom. Osvaja 20,5 bodova te sedmo mjesto u poretku vozača. Od 2011. do 2018. vozi za momčad Team Mugen. Prve sezone je jedini vozač te momčadi, a sljedeće 2012. dobiva Takumu Sata za momčadskog kolegu. U obje sezone završava na 11. mjestu s pet, odnosno četiri osvojena boda. Sljedeće 2013. momčadi se pridružuje i treći vozač Takashi Kobayashi, a Yamamoto osvaja naslov prvaka s jednom pobjedom, pet postolja i 37 osvojenih bodova. U sezoni 2014. Sato i Kobayashi napuštaju momčad, a Yamamotu se pridružuje Yuhki Nakayama. Naoki osvaja 14,5 bodova i deveto mjesto u poretku vozača.

## Formula 1
Nakon što je momčad Scuderia Toro Rosso započela svoju suradnju s Hondom 2018., špekuliralo se da će Yamamoto, kojeg Honda podupire, dobiti mjesto u Formuli 1 u nekim od narednih sezona. Međutim nakon što je Brendon Hartley otišao krajem sezone, vodstvo Red Bull Racinga se odlučilo na povratak Daniila Kvyata.
Ipak, Yamamoto je nastupio na prvom treningu za VN Japana 2019. za momčad Toro Rosso umjesto Pierrea Gaslyja. Odvozio je 30 krugova i 17. najbrže vrijeme, koje je bilo 0,098 sekundi sporije od vremena Daniila Kvyata. Iako Yamamoto nije bio oduševljen sa 17. pozicijom, priznao je kako je njegov performans u odnosu na Kvyjata „pozitivna točka“. Rekao je kako je bio nervozniji zbog toga što je vozio pred domaćom publikom, te kako je to bilo stvarno iznimno iskustvo. Yamamoto je istaknuo snagu, težinu te gume kao najveće razlike između F1 bolida i njegovog Super Formula bolida.

## Rezultati
| Sezona | Serija                                               | Momčad          | Utrke | Pobjede | Prva startna mjesta | Najbrži krugovi | Podiji | Bodovi | Plasman |
| ------ | ---------------------------------------------------- | --------------- | ----- | ------- | ------------------- | --------------- | ------ | ------ | ------- |
| 2007.  | Formula Challenge Japan                              | ?               | 18    | 2       | 4                   | 2               | 8      | 158    | 2.      |
| 2008.  | Japanese Formula 3 Championship - Championship Class | Honda Team Real | 18    | 1       | 0                   | 0               | 2      | 138    | 5.      |
| 2009.  | Japanese Formula 3 Championship - National Class     | HFDP Racing     | 16    | 8       | 6                   | 6               | 12     | 121    | 1.      |
| 2010.  | Super GT Japan - GT500                               | Team Kunimitsu  | 7     | 0       | 0                   | 0               | 2      | 40     | 8.      |
| 2010.  | Super GT - GT500 - Fuji Sprint Cup                   | Team Kunimitsu  | 1     | 0       | 0                   | 0               | 0      | 0      | 4.      |
| 2010.  | Formula Nippon                                       | Nakajima Racing | 8     | 0       | 0                   | 0               | 0      | 20,5   | 7.      |
| 2010.  | Formula Nippon - Fuji Sprint Cup                     | Nakajima Racing | 2     | 0       | 0                   | 0               | 1      | 6      | 3.      |
| 2011.  | Autobacs Super GT Series - GT500                     | Team Kunimitsu  | 8     | 0       | 0                   | 0               | 1      | 37     | 9.      |
| 2011.  | JAF Grand Prix Super GT - GT500                      | ?               | 1     | 0       | 0                   | 0               | 0      | 0      | –       |
| 2011.  | Formula Nippon                                       | Team Mugen      | 7     | 0       | 1                   | 0               | 0      | 5      | 11.     |
| 2011.  | Formula Nippon - Fuji Sprint Cup                     | Team Mugen      | 1     | 0       | 0                   | 0               | 0      | 0      | 8.      |
| 2012.  | Super GT Series - GT500                              | Team Kunimitsu  | 8     | 0       | 0                   | 0               | 2      | 43     | 5.      |
| 2012.  | JAF Grand Prix Super GT - GT500                      | Team Kunimitsu  | 1     | 0       | 0                   | 0               | 0      | 14     | 3.      |
| 2012.  | Formula Nippon                                       | Team Mugen      | 8     | 0       | 0                   | 0               | 0      | 4      | 11.     |
| 2012.  | Formula Nippon - Fuji Sprint Cup                     | Team Mugen      | 1     | 0       | 0                   | 0               | 0      | 0      | 8.      |

## Vanjske poveznice
- Naoki Yamamoto Driver Database